# نوئل تی. کین
نوئل تی. کین (انگلیسی: Noel T. Keen; ۱۳ اوت ۱۹۴۰ – ۱۸ آوریل ۲۰۰۲) استاد دانشگاه، و گیاه‌شناس اهل ایالات متحده آمریکا بود.